# Montgomery Regional Airport
Montgomery Regional Airport (IATA: MGM, ICAO: KMGM, FAA LID: MGM), även kallad Dannelly Field, är en flygplats sydväst om stadskärnan i Montgomery i delstaten Alabama i USA. Flygplatsen ägs av staden Montgomery. År 2011 skedde 188 177 ombordstigningar.

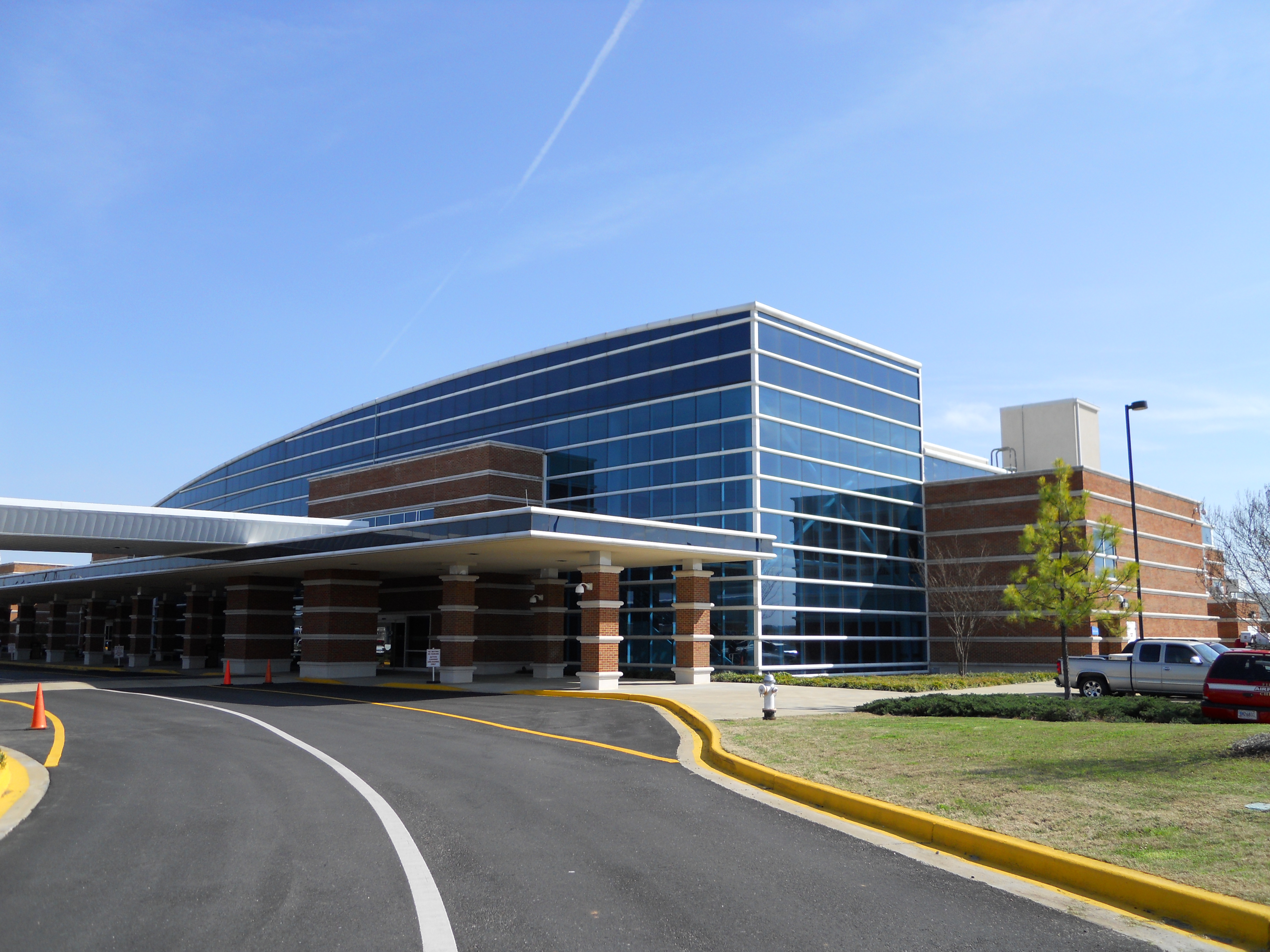
Flygplatsterminalen 2011

Alabama Air National Guard's 187th Fighter Wing (187 FW) är stationerat på västra sidan av flygplatsen, kallad Montgomery Air National Guard Base.

## Fotnoter
1. ↑  ”Enplanements for CY 2011” (på engelska). Federal Aviation Administration. http://www.faa.gov/airports/planning_capacity/passenger_allcargo_stats/passenger/media/cy11_all_enplanements.pdf. Läst 14 juli 2013.